# Битиче
Битиче (словен. Bitiče) — поселення в общині Літія, Осреднєсловенський регіон, Словенія. Висота над рівнем моря: 450,6 м.